# 엔리케 힐
엔리케 힐(Enrique Gil, 1992년 3월 30일 ~ )은 필리핀의 배우이자 가수이다.